# Cheumatopsyche lateralis
Cheumatopsyche lateralis är en nattsländeart som först beskrevs av Barnard 1934.  Cheumatopsyche lateralis ingår i släktet Cheumatopsyche och familjen ryssjenattsländor. Inga underarter finns listade i Catalogue of Life.